# Primula aliciae
Primula aliciae là một loài thực vật có hoa trong họ Anh thảo. Loài này được G. Taylor ex W.W. Sm. & H.R. Fletcher miêu tả khoa học đầu tiên năm 1942.